# José Codina Castellví
José Codina y Castellví (Reus, 1867-Madrid, 1934) fue un académico, médico y tisiólogo español, miembro de la Real Academia Nacional de Medicina. 

## Biografía
Nació en la localidad tarraconense de Reus en 1867. Nombrado individuo de número de la Real Academia Nacional de Medicina en 1902, colaboró en publicaciones periódicas como la Gaceta Médica Catalana (1897-1899), Anales de Obstetricia (1898), La Ilustración Española y Americana y Revista de Medicina y Cirugía Práctica (1898), entre otras. Estudioso de la tuberculosis —fue presidente de la Sociedad Española de Tisiología entre 1931 y 1934—, fue además autor de numerosos trabajos sobre la anquilostomiasis a lo largo de las dos primeras décadas del siglo xx. Falleció el 28 de junio de 1934 en Madrid.Había sido senador por la Real Academia de Medicina en 1921-1922, 1922.